# 버레스크 (영화)
《버레스크》(영어: Burlesque)는 미국에서 제작된 스티브 앤틴 감독의 2010년 백스테이지 뮤지컬 영화이다. 셰어, 크리스티나 아길레라 등이 출연하였고, 도널드 더라인 등이 제작에 참여하였다. 이 영화는 북아메리카에서 2010년 11월 24일 개봉되었다.
아길레라는 사운드트랙 10곡 중 8곡을, 셰어는 나머지 2곡을 불렀다. 사운드트랙 음반은 미국에서 2010년 11월 22일 발매되었으며 2012년 제54회 그래미상에서 영상 매체 노래상과 영상 매체 콤필레이션 사운드트랙상 후보에 지명되었다.

## 출연진
- 셰어
- 크리스티나 아길레라
- 캠 지간데이
- 크리스틴 벨
- 스탠리 투치
- 에릭 데인
- 앨런 커밍
- 줄리앤 허프
- 피터 갤러거
- 다이애나 에이그론
- 글린 터먼
- 데이비드 월턴
- 테런스 J
- 첼시 트레일
- 타인 스테클라인
- 폴라 밴오픈
- 마이클 랜디스
- 터니 매콜
- 블레어 레드퍼드
- 제임스 브롤린
- 스티븐 리
- 이저벨라 호프먼
- 데니즈 페이
- 레이철 브룩 스미스

## 제작
2009년 11월 9일 촬영을 시작했으며 2010년 3월 3일 촬영이 종료되었다.

## 기타 제작진
- 협력 제작: 보얀 바젤리, 데이브 골드버그
- 미술: 존 게리 스틸
- 세트: 디나 로스
- 의상: 마이클 캐플런